# Syria (Marte)
Syria  è una caratteristica di albedo della superficie di Marte.